# 贺瓌
贺瓌（858年—919年8月28日），字光远，濮州（今山东鄄城北旧城）人，唐末五代将领。

## 生平
早年是濮州剌史朱瑄的小兵，光启初年，朱瑄擔任天平节度留后（今山东东平），以贺瓌为马步军都指挥使。乾宁二年（895年），宣武节度使（今河南开封市）朱温率军攻讨朱瑄堂弟泰宁节度使（今山东兖州）朱瑾，朱瑄派遣贺瓌前往救援。贺瓌與何懷寶、柳存等數十人皆被朱温所擒，郓州将吏全部斩首，唯不殺贺瓌，授检校左仆射。朱温后来篡唐建立后梁。乾化二年（912年）授贺瑰湘州刺史，加检校太傅。贞明二年（916年），贺瓌为西面行营马步都指挥使，率军讨击岐王李茂贞。贺瓌破泾州，以功授宣义节度使（今河南滑县东滑县城）、同平章事，又授北西行营招讨使。時人稱賀瓌能將步軍，谢彦章能領騎士。贞明四年十月，与谢彦章不合，以谋叛的罪名杀谢彦章及濮州剌史孟审澄。晋主知谢彦章已死，亲率大军至梁都。贺瓌與晉軍對抗於胡柳陂（在濮州境内），晋大将周德威父子战死，晋军大败。李嗣昭、李建及收集晉兵再戰，梁兵又溃败。贞明五年，李存审率军至濮州北部的德胜，贺瓌進攻德胜南城，賀以十多艘戰船橫於河中，晉軍终不能克，李建及率死士三百人，手執戰斧，乘船至河中，砍断竹索，梁兵死傷慘重。晋兵遂得以渡河。贺瓌退屯行台村（今范县南），不久病卒。赠侍中。
女婿和凝。

## 延伸阅读
[在维基数据编辑]
 《舊五代史·卷23》，出自薛居正《舊五代史》
 《新五代史/卷23》，出自歐陽修《新五代史》